# سایمون کامرون
سایمون کامرون (به انگلیسی: Simon Cameron) سناتور سابق عضو حزب جمهوری‌خواه ایالات متحده آمریکا بود. وی در سال ۱۸۴۵ تا ۱۸۴۹٫۱۸۵۷ تا ۱۸۶۱ و ۱۸۶۷ تا ۱۸۷۷ میلادی سناتور ایالت پنسیلوانیا در سنای ایالات متحده آمریکا بود.